# Непридатні до побачень
«Непридатні до побачень» (англ. Undateable) — американський комедійний телесеріал, що вийшов в міжсезоння на телеканалі NBC як частина американського телесезону 2013—2014 років. Прем'єра відбулася 29 травня 2014 року.
Багатокамерна комедія створена Адамом Штикілем (англ. Adam Sztykiel) за мотивами книги Еллен Ракітен (англ. Ellen Rakieten) та Енн Койл (Anne Coyle) «Непридатні для побачень: 311 вчинків хлопців, що гарантовано позбавляють їх побачень або сексу» (англ. Undateable: 311 Things Guys Do That Guarantee They Will not Be Dating Or Having Sex).
17 березня — 12 травня 2015 року показаний другий сезон, 9 жовтня 2015 — 29 січня 2016 — третій. У травні 2016 канал NBC закрив серіал.

## Сюжет
30-річний Денні Бертон шукає сусіда по кімнаті, адже від нього відселяється останній неодружений друг. Новим співмешканцем Денні стає власник бару Джастін, який разом зі своїми дивними друзями — непридатні до побачень. Завдяки цьому привабливий Денні та його нові знайомі потрапляють у різні кумедні та драматичні ситуації.

## Акторський склад
- Кріс Д'Ілая (Chris D'Elia) — Денні Бертон
- Брент Морін — Джастін Кірні, сусід Денні по кімнаті
- Б'янка Кайліч — Леслі Бертон, сестра Денні
- Девід Фінн — Бретт, друг і бармен Джастіна
- Рік Глассман — Берськи, друг Джастіна
- Рон Фанчес — Шеллі, друг Джастіна
- Бріга Гілен — Ніккі, офіціантка Джастіна і (пізніше) його дівчина
- Бріджит Мендлер — Кендіс, нова офіціантка і дівчина Джастіна
- Ева Амуррі — Сабріна, колишня дівчина Денні і нова офіціантка Джастіна
- Мінні Драйвер - товаришка Еллі

## Ланки
- Офіційний сайт
- Непридатні до побачень на сайті IMDb (англ.)